# Podział administracyjny stanu Nowy Jork

Podział stanu na hrabstwa

Podział administracyjny stanu Nowy Jork obejmuje różne administracyjne i rządowe jednostki podziału terytorialnego.
Stan ten dzieli się na 62 hrabstwa, 62 cities, 932 towns oraz 556 villages, które określane są przez prawodawstwo stanowe jako municipal corporation.

## Hrabstwo
Hrabstwa (county) stanowią jednostki administracyjne pierwszego rzędu w podziale stanu. Mają one swoje władze ulokowane w siedzibach hrabstw. Wyjątkiem jest tu 5 hrabstw tworzących miasto Nowy Jork, które nie mają funkcjonujących władz i określane są jako boroughs. Pierwotnie hrabstwa stanowiły tylko podjednostki władzy stanowej. Współcześnie mają władzę i zdolność podatkową, umożliwiającą świadczenie różnych usług publicznych. Należą tu m.in.: zapewnienie służb porządkowych, bezpieczeństwa publicznego, usług socjalnych i służby zdrowotnej oraz oświaty. Stan Nowy Jork podzielony jest na 62 hrabstwa.

## City
W stanie Nowy Jork city (dosł. miasto) to obszar municypalny o wysokiej autonomii. Dane city znajduje się zwykle na terenie jednego hrabstwa. Wyjątkami są: utworzone z pięciu hrabstw miasto Nowy Jork oraz Geneva, w przypadku której cześć wód jeziora Seneca leży w obrębie miasta, nie należąc do hrabstwa Seneca. Sposób organizacji oraz funkcje danego city regulują jego prawa municypalne (ang. municipal charter), które mogą się znacznie różnić w poszczególnych przypadkach.
W 2000 roku w stanie Nowy Jork były 62 miasta, w których łącznie zamieszkiwało 54,1% ludności stanu. 42,2% stanowej populacji stanowili mieszkańcy miasta Nowy Jork.

## Town

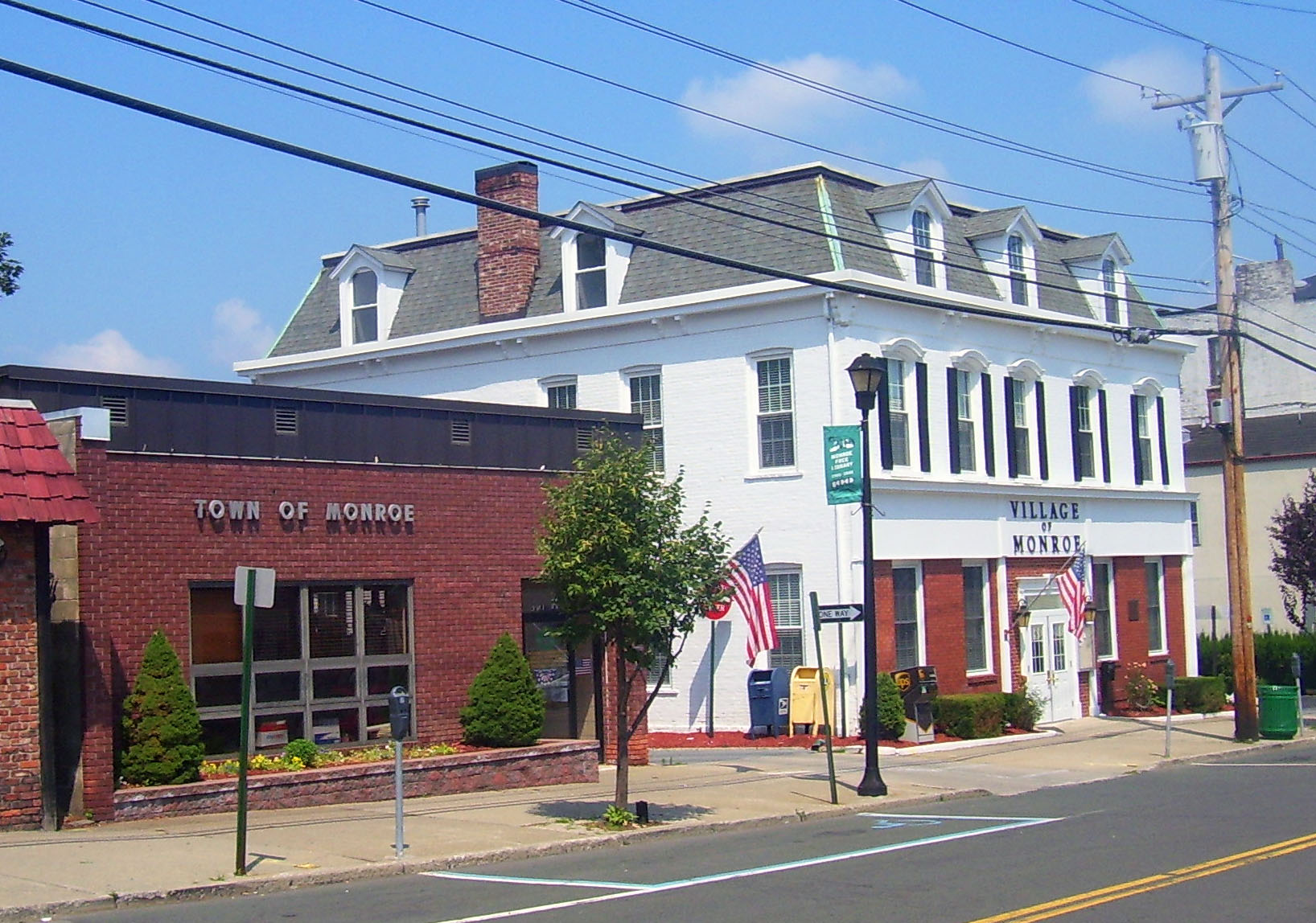
Osobne urzędy dla town i village Monroe w hrabstwie Orange

W stanie Nowy Jork town (dosł. miasteczko) to jednostka administracyjna drugiego rzędu. Na towns podzielone jest terytorium całego stanu z wyjątkiem obszarów należących do cities i rezerwatów Indian. U.S. Census Bureau zalicza je do tzw. MCD (pierwszorzędowych jednostek podziału hrabstwa). Towns pełnią różne funkcje rządu lokalnego. Niektóre zapewniają większość usług komunalnych wszystkim swoim mieszkańcom oraz wybrane usługi mieszkańcom villages, podczas gdy w zakres obowiązków innych wchodzi niewiele ponad utrzymanie dróg.
Towns różnią się skrajnie pod względem liczby mieszkańców jak i powierzchni. Town of Hempstead zamieszkuje 751 276 osób (dane szacunkowe na 2005 rok), zaś Town of Red House ma zaledwie 37 mieszkańców. Town of Webb zajmuje 451,2 mi², zaś Town of Green Island tylko 0,7 mi². Podział hrabstw na towns również jest nierównomierny. Hrabstwo Nassau z populacją 1 334 544 (stan na 2000 rok) podzielone jest na trzy towns, podczas gdy liczące 83 955 mieszkańców hrabstwo Cattaraugus na 32. W sumie w stanie Nowy Jork znajdują się 932 towns.

### Hamlet
Jako hamlet (dosł. osada, przysiółek) określa się w stanie Nowy Jork obszary niemunicypalne, które nie zostały wcielone do żadnej village. Obszary te, przy braku własnych władz, mają swoje nazwy. Współczesne prawo stanowe nie definiuje tych jednostek i ich tereny znajdują się pod jurysdykcją towns.

## Village

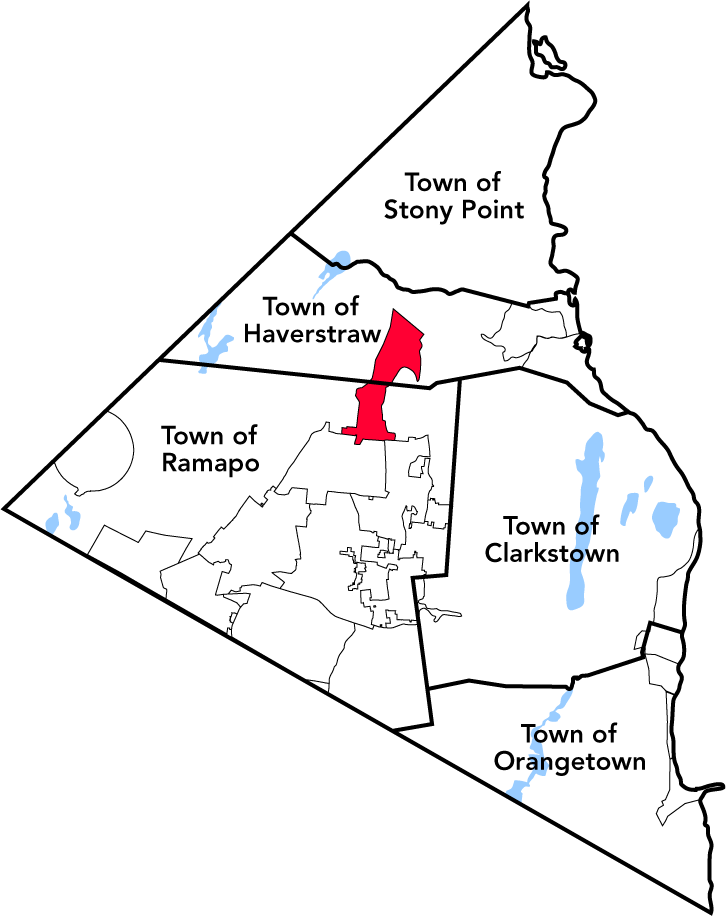
Village of Pomona zaznaczona na czerwono na terenie dwóch towns w hrabstwie Rockland

W stanie Nowy Jork village (dosł. wieś) to jednostka samorządu terytorialnego, utworzona oddolnie przez mieszkańców jednego lub więcej towns celem organizacji różnych usług komunalnych we własnym zakresie. Mieszkańcy tak uformowanej village pozostają jednak również mieszkańcami town, odprowadzając podatki do jego budżetu. U.S. Census Bureau zalicza villages do tzw. incorporated places.
Większość villages funkcjonuje w oparciu o wewnątrzstanowo jednolitą ustawę Village Law, czym odróżniają się od indywidualnych w tym względzie cities.
Około 85% villages leży w obrębie jednego town. Ponad 70 leży w obrębie więcej niż jednego town, a 7 na terenie dwóch hrabstw. W 2006 roku najbardziej zaludnioną była Hempstead-village z 56 554 mieszkańców, a najmniej zaludnioną Village of West Hampton Dunes, zamieszkana przez 11 osób. W sumie w 2006 roku było 556 villages w stanie Nowy Jork.